# Baby Face Harrington
Pour plus de détails, voir Fiche technique et Distribution.
Baby Face Harrington est un film américain réalisé par Raoul Walsh, sorti en 1935.

## Synopsis
Willie, le mari un peu falot de Millicent, va se trouver mêlé à diverses péripéties, qui auront pour conclusion sa participation active à l'arrestation du grand voleur Rocky Bannister, à la grande fierté de sa femme.

## Fiche technique
- Titre original : Baby Face Harrington
- Titre français : L'Ennemi public malgré lui
- Réalisation : Raoul Walsh
- Scénario : Nunnally Johnson, Edwin H. Knopf, d'après la pièce Something to Brag About d'Edgar Selwyn et William LeBaron
- Direction artistique : Cedric Gibbons
- Photographie : Oliver T. Marsh
- Son : Douglas Shearer
- Montage : William S. Gray
- Production : Edgar Selwyn
- Société de production : Metro-Goldwyn-Mayer
- Société de distribution : Loew's Inc.
- Pays de production :  États-Unis
- Langue originale : anglais
- Format : noir et blanc — 35 mm — 1,37:1 —  son mono (Western Electric Sound System)
- Genre : Comédie
- Durée : 62 minutes
- Date de sortie :
  - États-Unis : 12 avril 1935

## Distribution
- Charles Butterworth : Willie
- Una Merkel : Millicent
- Harvey Stephens : Ronald Lawford
- Eugene Pallette : Oncle Henry
- Nat Pendleton : Rocky Bannister
- Ruth Selwyn : Dorothy
- Donald Meek : Skinner
- Dorothy Libaire : Edith
- Edward Nugent : Albert
- Robert Livingston : George
- Stanley Fields : Mullens
- Raymond Brown : McGuire
- Wade Boteler : Glynn
- Bradley Page : Dave
- Richard Carle : Juge Forbes
- G. Pat Collins : Hank
- Claude Gillingwater : Colton
- Charles C. Wilson (non crédité) : Rédacteur en chef